# Pierre Morel (cyclisme)
Pour les articles homonymes, voir Pierre Morel et Morel.
Pierre Morel, né le 10 septembre 1930 à Saint-Claude (Jura) et mort le 7 mai 2011 à Louhans (Saône-et-Loire), est un coureur cycliste français. Il a participé au Tour de France.

## Palmarès
- 1959
  - Champion de Franche-Comté
- 1960
  - 3e de Annemasse-Bellegarde-Annemasse

### Résultats sur les grands tours

#### Tour de France
1 participation
- 1960 : 77e